# روز فرانكن
روز فرانكن (بالإنجليزية: Rose Franken)‏ (28 ديسمبر 1895، غينسفيل في الولايات المتحدة - 22 يونيو 1988، توسان في الولايات المتحدة)؛ مؤلِّفة، كاتِبة مسرحية، كاتبة سيناريو وروائية أمريكية.

## روابط خارجية
- روز فرانكن على موقع IMDb (الإنجليزية)
- روز فرانكن على موقع قاعدة بيانات برودواي على الإنترنت (الإنجليزية)
- روز فرانكن على موقع قاعدة بيانات الفيلم (الإنجليزية)